# 來保
來保（穆麟德轉寫：laiboo，1681年—1764年），喜塔腊氏，字学圃，滿洲正白旗人，原隶内务府正白旗。清朝大臣，武英殿大学士、清朝工部尚書。

## 生平
原隶属于内务府正白旗，康熙四十年授蓝翎侍卫，五十年授三等侍卫，五十七年擢一等侍卫。雍正元年正月管理南苑事，二月授佐领，四月授内务府总管；四年，授三陵总管；十三年，再授内务府总管署工部尚书。雍正元年年至五年、乾隆元年至二十九年长期担任內務府總管（卒于任上）。乾隆元年，总管咸安宫学；乾隆二年（1737年）十二月甲申，接替查克旦，擔任清朝工部尚書；四年，授内大臣 (清朝)，赐紫禁城骑马；五年，改刑部尚書，充律例馆总裁，由哈達哈接任工部尚書；六年正月，上以其奉职勤劳，特命擡入正白旗，所立佐领准世袭，三月充翻译乡试正考官；七年，上以来保善相马，御制相马歌赐之；十年，调礼部尚书，加太子太保，授领侍卫内大臣。乾隆十二年（1747年）正月任武英殿大学士，三月任吏部尚书。十三年（1748年）九月入值军机处，十四年（1749年）晋太子太傅，兼管兵部、刑部事，充平定金川方略正总裁。十六年，兼管吏部事，充诗经馆正总裁。二十年七月，充平定凖噶尔方略正总裁。二十九年（1764年）三月，来保去世，谥号文端，赠太保，祀贤良祠。乾隆四十四年，御製懷舊詩中，列五閣臣中。
来保知人善任，爱好相马，恪尽职守，乾隆七年钦赐《御制相馬歌》。曾任正白旗包衣第一㕘领第一满洲佐领。“乾隆六年五月，因原任大学士来保宣力有年，奉㫖由正白旗内务府擡入正白旗满洲”；来保以大学士身份任首任正白旗满洲第一叅领第十八世管佐领；乾隆三十七年七月此世管佐领奉为公中佐领（据《钦定八旗通志》）。任满文《欽定滿洲祭神祭天典禮》（乾隆十二年（1747）刊）总办大臣之一（其他总办大臣有允禄、允祹、弘昼等；其汉译本，乾隆四十六年（1781）刊，入《四库全书》），又奉敕编纂《钦定大清通礼》。《钦定八旗通志：大臣传二十七》卷161有传。

## 家庭
- 始祖昂武都禮（又昻果都理巴顔）。“昻果都理巴顔，正白旗人，世居尼雅滿山地方，國初来歸。……七世孫博鼐原任郎中，約鼐現任二等侍衛，多鼐、明倫俱原任筆帖式，輝色、黒色俱原任三等侍衛”（据《八旗滿洲氏族通譜》卷43）。
- 世祖薩璧圖。胞兄理金，那奇布，武特嘉，喜特庫，恩都里，業成額。
- 世祖阿理蘇琥都督。
- 世祖來圖巴克仕。
- 太高祖滿圖。
- 高祖阿塔。
- 曾祖札格。
- 祖父安泰（字塔敏）。
- 父愛興阿。母王佳氏。胞兄桑格，留格，喜德，黑色（原任三等侍衛），善德，固克山，蘇塔，皂保。
- 胞兄贈三等承恩公常安，家族乾隆六年改隸正白旗滿洲。妻李佳氏。其：
  - 子(追)三等承恩公和爾經額，總管內務府大臣，管理圓明園、清漪園、靜明園事務。妻瓜爾佳氏，李佳氏，王佳氏。
    - 孙女喜塔臘氏封嘉庆帝之孝淑睿皇后，即道光帝生母。
    - 孙儿盛住。其子一奉天府尹慶林，孙儿湖北巡撫崇綸，曾孙直隶总督裕祿、进士文慎公裕德。子二達林，妻索綽絡氏（父内务府正白旗满洲、内务府郎中觀豫，祖父乾隆二年（1737年）丁巳恩科进士觀保））。
    - 孙儿齡住。
    - 孙儿隆住。其子春林，孙儿三等承恩公崇端；孙儿崇筠，曾孙河南巡撫裕寬。
    - 孙儿孟住。其子三等承恩公智林；养孙崇端，妻愛新覺羅載通（父多羅貝勒奕繪；母西林覺羅氏鄂春，又名顧太清）。
- 子员外郎誠倫，曾任正白旗满洲第一叅领第十八世管佐领（接任其父来保，据《钦定八旗通志》）。妻高佳氏（父镶黄旗满洲、總兵高钰 (清朝)，胞叔大学士文定公高斌，堂兄大学士文端公高晋，堂姊高佳氏封乾隆帝之慧贤皇贵妃）。
  - 孙儿云麾使靈椿（接替其父誠倫任正白旗满洲第一叅领第十八世管佐领）；瑞椿。
  - 孙儿隆椿，其：
    - 子琦忠，孙女一喜塔臘氏嫁鑲白旗蒙古、道光乙未科進士吳郎漢吉爾們氏桂楙；孙女二喜塔臘氏原配嫁宗室祥登（父宗室文徵，曾祖裕僖郡王亮煥，高祖裕莊親王廣祿 (清宗室)），继妻西林覺羅氏（胞侄正蓝旗满洲、广州将军孚琦））。
- 子成麟。

## 延伸阅读
[在维基数据编辑]
 《清史稿/卷302》，出自趙爾巽《清史稿》